# 明熹宗
明熹宗朱由校（1605年12月23日—1627年9月30日），或稱天啟帝，光宗長子，明朝第16任皇帝。在位時間為1620年－1627年，年號天啟。光宗即位僅一月便驾崩，使朱由校匆匆登基為帝，朱由校當時年僅十四歲，未曾被立为太子，故未接受过正規的儲君教育。天啟帝在位時面臨後金嚴峻的挑戰和日益加劇的社會危機，早期任用了東林黨人主政，但中後期發生了東林黨爭和魏忠賢亂政等事件，後世中外史家普遍對天啟帝給予相當惡劣的評價。

## 生平

### 匆忙即位
萬曆三十三年(1605年)十一月十四日，朱由校誕生，左顴生白毛。是時宮門封閉，還是太子的其父朱常洛派遣老宮女赴仁德門外報喜，而太子之後也因旁徨不安而獨自在宮殿的石階徘徊不停，直至傳來明神宗和孝定皇太后都大喜的消息，朱常洛才放下心來，朱由校母親王氏也隨之被封為太子才人。
值得一提的是，其父朱常洛一向不為朱由校的祖父明神宗所喜，故朱由校亦沒有被神宗重視，因此其父只能讓伴读太監吴进忠便私自给朱由校诵书习字。其次，魏忠賢(早期名李進忠、後改魏進忠) 和乳母客氏也是在這時期便開始照顧朱由校的飲食起居，故而二人在朱由校即位後以「青宮舊勞」極得朱由校的寵信。後來，客氏因「擅寵」而被群臣請求出宮時，朱由校更是因對客氏過於思念而流淚，到日色已晚也不願進食，可見其受寵的程度。
萬曆四十八年（1620年），明神宗駕崩後，其父朱常洛繼位，是為明光宗。神宗駕崩後，大臣代言的遺囑：「皇長孫宜即時冊立、進學」，這顯示當時已十四歲的朱由校從未正规進學。明光宗即位後原擇九月初九冊立朱由校為東宮，并在明年才正式為朱由校開講授課，惟明光宗於九月初一便因紅丸案而暴斃，故明熹宗連一天正式教育都未接受，便登上帝位，如不計開國的太祖朱元璋，此為有明一代第一人，其情況比其父光宗勉強隨其他皇子出閣讀書，而非正統的太子教育方式，還要更加惡劣，且父子倆在繼位前都未監國輔政經驗。

### 兩帝大葬及移宮案
萬曆四十八年（1620年），是明朝立國以來所遇到前所未有的情況。明熹宗的嫡祖母孝端顯皇后、祖父明神宗與父親明光宗相繼在同一年駕崩，明神宗駕崩距孝端顯皇后駕崩才三個多月，而明光宗駕崩時距明神宗駕崩仅一個月，實屬罕見。而明神宗與孝端顯皇后的大葬尚未完成，因此明廷在討論後，決定先為明神宗與孝端顯皇后辦理大葬，結束後再為明光宗辦理大葬。
熹宗即位之初，撫養皇帝的李選侍利用皇帝年少無知，在明光宗去世後仍然佔據乾清宮，意圖「稱制垂簾」把持朝政，東林黨左光、楊漣等反對，不讓李選侍與皇帝同住，迫使她移居他處，是為移宮案。此事後內侍魏忠賢被提拔為司禮監秉筆太監。
一般來說新君即位必定沿用舊君年號，至明年才改元，但當時為了紀念早逝的明光宗，在廷臣和左光斗建言下，朝廷特別破例以萬歷四十八年八月以後為泰昌元年，以明年為天啟元年。此外，熹宗又鑄造「泰昌錢」到市面流通，以紀念其父。

### 東林黨勢起
東林黨透過晚明三大案獲得強大的政治資本，在成功排斥方從哲後漸有獨掌朝政之勢，時人謂“眾正盈朝”。熹宗亦有感東林黨人有從龍之功，故對他們大加提拔起用任用，如趙南星、高攀龍、鄒元標等東林領袖一時起用於朝，又召回葉向高等先朝老臣擔任內閣首輔，當其時朝廷重要職務多由東林黨人擔任，齊楚浙黨的黨羽都被貶斥。孙承宗也得以左庶子的身份充当日讲官为熹宗讲课，熹宗每次听孙承宗讲课，都说：“很受启发”，于是对他特别殷切。熹宗雖「生性不好靜坐讀書」，但即位之初熱心於書法而且學習勤奮，故頗受廷臣讚譽。
在“眾正盈朝”時期，熹宗屢發內帑犒勞將士，補發九邊欠餉，如即位之初便發派一百八十萬帑金以勞邊，派帑金五十萬以給光宗陵工，準發帑五十萬作解發以發兵餉，又答允兵部再發帑金一百萬以佐急需，接著不足一年又因首輔葉向高所請而發帑金二百萬為東西兵餉之用。熹宗在派發內帑勞軍時，曾向戶兵二部批覆要嚴核兵額、避免冒領，也曾就大臣上疏太多虛言提出批評。其又曾經以軍興和天災之故，減輕朝廷在地方織造、貢瓷燒造、貢金和稅收加派的徵收等，并要求地方官員「嚴禁火耗、多行善政」，可見并非毫無主見之主。
內政上，熹宗任用吏部尚書趙南星澄清吏治，改革了「人務奔競，苞苴恣行」的風氣，使得政府中的世家大族不得再向吏部賄賂請託而得以晉升。時任的左都御史鄒元標考察地方官員時，也抱持著「去留惟公」的態度，并批評屬下中辦事有爭議的御史。面對財政緊張，户部尚書汪應蛟謹慎地處理開支，杜絕了不必要的浪費，并提出了「雜項新餉」以增加收入，使得財政情況稍有好轉。屯田和水利上，張慎言倡議修舉天津屯田，熹宗因而提拔了董應舉主持天津至山海的屯田工作，使其招集遼東難民一萬三千餘戶於順天、永平、河間、保定屯田，開田十八萬畝，一年便收得黍麥谷五萬五千餘石。直隸巡按左光鬥在順、永、保、河四府設立武學以培養將材，又在河間、天津設屯學，收錄學生並給荒田百畝使其自耕， 田地每年收獲一部份糧食後返還補助學校。廣西巡撫董元儒任內大舉興修水利，一年便修築了陂塘、圩岸等三千五百八十三處。制度改革上，在輔臣何宗彥、朱國祚建議下，也使得宗室子弟能夠第一次參與科舉，并被授予官職。而在給事中甄淑提議下，武舉的武進士武舉人們也得到了和文科進士舉人一樣的待遇，并完善了相關的武舉授官機制。東林主政期間，在陳大道上書和葉向高、鄒元標等大臣首肯下，張居正也得以在天啟初年恢復名譽和祭葬。
軍事上，先是浙黨姚宗文屢屢彈劾經略熊廷弼，令熊廷弼去位而改由袁應泰經略遼東，但隨之明軍在遼瀋之戰中大敗。於是周宗建、劉一燝、江秉謙等力言熊廷弼具有才器膽識，功著存遼，最終使得熹宗在渾河之戰後同意起用熊廷弼。但後來經略熊廷弼與巡撫王化貞互相傾軋，「經撫不和」的局面導致女真首領努爾哈赤趁機攻佔瀋陽，奪取遼東地區，聲勢日隆。天啟二年，遼東遭廣寧兵敗，明軍退縮山海關，遼東盡失，王化貞，熊廷弼二人因而下獄論死。面對內外交困的情況，熹宗在東林黨人的建議下迅速提拔孫承宗、袁可立、袁崇煥、鹿善繼、毛文龍、滿桂、祖大壽等人防邊，孫承宗遂修復寧遠等大城九座、堡四十五座、練兵十一萬，拓地四百里、屯田五千頃，屯田所得至銀十八萬兩，史稱「自承宗出鎮，關門息警，中朝宴然，不復以邊事為慮矣」。登萊巡撫袁可立簡汰官兵，修練戰船，成功與毛文龍收復金州、旅順、蓋州等遼南數百里。孫承宗提拔的滿桂擊敗蒙古部落劫掠，并操縱他們向大明臣服，使得寧遠原來破敗的外圍得以恢復，史稱「至是軍民五萬餘家，屯種遠至五十里」。南居益巡撫福建，最終在澎湖之戰中成功逼使荷蘭歸還澎湖。李起元為三邊總督，整頓邊防，成功擊敗西犯的銀酋。李邦華為天津巡撫，躬勘海道要害，極力振飭軍務。延綏巡撫佘自強清革冗兵，政聲翕然。廣西巡撫何士晉也在任內屢挫越南土司的侵犯。山東巡撫趙彥重用楊國棟、楊肇基等，迅速平定山東徐鴻儒之亂，其接任兵部尚書後，又懲治邊將剋扣軍餉、侵吞軍馬等積弊。此外，徐光啟、李之藻等又進言引入西洋大炮，因而得以加強防禦。於是在諸人的努力下，明朝得以稍挽頹勢。
但與此同時，東林黨人好同惡異，又好以鄉里分同黨，故而為齊楚浙黨及小人所深惡。魏忠賢與熹宗是皇孫時代即結識的舊識，魏忠賢乘機結交朱由校乳母客氏，兩人遂狼狽為奸，魏忠賢也得以借故把與東林相善的太監王安縊殺。魏忠賢後來也曾經嘗試巴結東林黨人，但被拒絕并因其惡行而受到大臣彈劾，於是也痛恨東林黨人起來。隨著時間，熹宗逐漸放任魏忠賢勢力做大，東林內「擊內派」的楊漣、左光斗等也壓過「調和派」的意見向魏忠賢發起政治總攻，惟其攻勢在客氏和掌印太監王體乾向熹宗進言下被化解，而魏忠賢遂集合齊、楚、浙黨及不被東林接納的士大夫形成閹黨以圖向東林反攻倒算。

### 魏忠賢亂政
重建紫禁城三大殿之余，朱由校喜歡钻研木工，亦沉迷於刀鋸斧鑿，魏忠賢總是趁他木工做得全神貫注時，拿重要的奏章去請他批閱，熹宗隨口說：「朕已悉矣！汝輩好為之。」魏忠賢遂逐漸專權。加之熹宗為人善忘，魏忠賢因而得以利用中旨，竊奪威福，傾害正人。魏忠賢又控制廠衛，勾結魏廣微等朝中大臣以「蔑主冲幼，结党擅权」挑撥煽動熹宗對東林的不滿，使閹黨得以逼走葉向高、韓爌、朱國禎等內閣大臣和趙南星、高攀龍等東林領袖，并成功誣蔑殺害包括東林六君子、東林七君子等正直的士大夫。而崔呈秀、魏廣微、倪文煥、田爾耕、許顯純等獻媚之人則逐漸得到魏忠賢的提拔重用，魏良卿等魏忠賢親侄更被濫封至公侯之位，致使朝政敗壞，東廠橫行。在外督師的孫承宗聽聞魏忠賢亂政後，曾一度計劃入京親自向天啟帝進諫，但最終被魏忠賢進䜛挫敗，孫承宗後續便因柳河之敗而被大造文章彈劾去職。
自從魏忠賢獨掌大權以後，九邊拖欠軍餉的情況嚴重惡化。在魏忠賢掌權以前，九邊拖欠軍餉的情況從天啓元年拖欠119萬兩改善至天啓四年只拖欠1萬6千兩，但魏忠賢主政後，天啓五年拖欠九邊27萬4千兩，六年拖欠237萬2千兩，七年拖欠200萬9千兩，短短三年便累積拖欠九邊軍餉逾465萬兩。在這情況下，各地督撫叫苦連天，如陝西巡撫胡廷宴就指出當時「各軍始猶典衣賣箭，今則鬻子出妻；始猶沿街乞食，今則離伍潛逃，始猶沙中偶語，今則公然噪喊矣」。山西巡撫曹爾楨也抱怨「三關 (即固關、龍泉關、倒馬關)兵士十月無糧...」。遼東巡撫袁崇煥上書告急，指寧遠「米糧久缺，軍士告飢」。延綏巡撫朱童蒙也上書言延綏軍餉拖欠已達三十餘萬，該鎮「軍士缺餉，嗷嗷告飢」。而根據寧夏巡撫史永安上書，寧夏也出現「缺餉缺馬」的情況，寧夏各衛營屯堡可以堪戰的馬匹竟只有78匹。順天巡撫劉詔也反映說班軍和薊鎮(永平、昌平、密雲)均出現缺餉無糧的境地。甚至連魏忠賢派出到各地監軍的太監，也屢屢指出邊鎮缺糧的困境，如鎮守宣大太監葛九思就提出「宣鎮缺糧數月」，鎮守遼東太監紀用也指出遼鎮「亟缺糧料」。熹宗皇帝在批覆各地督撫時，也承認當時邊镇廣泛出現「飢軍待哺，邊儲仰屋」、「军士枵腹待哺，情实急迫」、「薊永二鎮缺餉多時，山海二倉查無顆粒」等情况，以上可見魏忠賢專政所造成邊餉短缺的惡劣情況，這也為後來寧遠兵變等埋下禍根。而在魏忠賢專擅下，甚至在天啓七年把接連取得寧遠之戰、寧錦之戰勝利的袁崇煥排斥而去。
與此同時，魏忠賢掌政時期儘管天災頻繁，但阉党臣僚卻鮮少在奏疏提及災情和賑濟工作。如無錫連續數年大災，官府卻無所作為，以致於「或夫婦臨田大哭，攜手溺河；或哭罷歸，閉門自縊；或聞鄰家自盡，相與效尤」。在這情況下，魏忠賢仍然在地方横征暴敛，致使「人不堪役，则先卖其牛、弃其地，久之而其人亦逃矣...此被坐之家，在富者犹捐橐以偿，至贫者则尽弃户而去」。各地的官員為了曲意獻媚，不惜侵佔百姓田墓以在地方建立「廠臣生祠」，拆毁了民舍數萬所來蓋生祠，薊遼總督閻鳴泰也花費了數十萬兩建祠七所，一些無恥的官員甚至向魏忠賢木像行五拜三叩頭。魏忠賢的黨羽喬應甲巡撫陝西，任內「貪聲大著」、「穢跡多端」、「言清行濁」、「聞者欲嘔」，有被搶劫的百姓請求捉捕賊人，喬應甲竟然反向失主索取千金，致使盜賊充斥橫行。南京守陵太監楊國瑞是魏忠賢的乾兒子，他每次辦工轉移文書時，都會囂張地向南京戶部索取年例錢糧等公費作為報酬。以上亂政導致天啟年間流民劇增，民變烽起。
此外，魏忠賢為了完成三大殿的工程，不但強行攤派大小文武百官、地方官吏、宗藩等捐俸捐助近83萬兩，更下令摉括地方榷關、各府州縣庫貯官銀，如各官柴直銀，鎮江府海防銀、三府備倭銀、徐州庫軍便銀、揚州府操餉銀、南贛賞功銀、蘇州鳳陽二府馬價銀、鹽運司募兵銀、貯庫銀、挖河銀、福建藩司西庫備用銀、兩淮運司錢糧等，地方經費因而被搜括一空。魏忠賢甚至把漕糧及倉屯糧也賣了助工，導致地方空虛，也間接導致三吳長江盜賊、鴟張海盜得以縱橫嘯聚。三大殿工程直至天啟七年八月完工，朝廷一共花費了688萬7千餘兩，但仍拖欠著商人工匠民伕120萬兩工錢，而魏忠賢黨羽的工部尚書徐大化貪恣無忌，克扣工錢，私受銅商厚賄，挪借惜薪司錢糧二十萬兩。除此以外，在魏忠賢掌權時期的錦衣衛與內廷出現了廣泛的冗員冒濫，閹黨權貴的弟姪親属們大量掛職領俸，錦衣衛官旗等從萬曆四十八年僅17760員暴增至36360員，文思院匠官由原來只有752人暴增至5288員，鴻臚寺帶俸序班也由173員增加到527員，還有各監局和光祿寺冒濫的人員等，幾項加起來每年就要額外開支銀2萬8千8百兩、俸米37萬石。而根據史書記載，魏忠賢執政期間也大量盜竊京師、南京的奇珍異寶和內帑金銀等，導致後來出現「內外匱竭」的情況。
天啟末年時，太倉老库匱乏得只剩下11萬4千兩，户部尚书郭允厚上書直言「積貯之府所餘僅爾，匱乏之象深足惊心」。此外，郭允厚也坦言「太倉之歲入僅三百三十萬，而歲出該五百餘萬，臣思之而無策也。省直之歲徵僅三百三十萬，而九邊之歲支已該三百二十萬，臣思之而無策也...用財者日盛，生財者無門，而臣之伎倆窮矣...」。吏部尚書王紹徽也言「今物力既拙，加派滋起，以致百姓流亡，盜賊充斥。」。時人總結天啟末年處於「兵窮、餉窮、民窮、財窮」的困境。
儘管財政匱乏，魏忠賢為了收賣人心、市恩商人，還是把潼关、咸阳、大庆、庆阳、凤翔、汉中、临洮、西安、三原的商税一切罷免，致使國家損失大量稅收。除了陝西以外，浙江和南直隸也有商人翁元等因為魏忠賢減免他們的商稅，而為魏忠賢歌功頌德，捐資建坊。此外，兩廣總督何士晉雖是東林黨人，但以徵收商稅來抵補遼餉的加派，史稱「共得三十万金抵解辽饷，而民间竟不知有加派之苦」，但其後來卻被阉党誣衊是「徵賄助餉」、「那移赋额」，最終被罷官免職，熹宗還在批示中表示「商人困苦情毙昭然甚悉，着即与改归田亩，照地徵输以抵辽饷」。
甚至魏忠賢的黨羽太監王敏政、胡良輔出使李氏朝鮮時，他們剛到當地就大肆搜括銀兩和人蔘，僅僅開讀詔書一項就索求一萬二千兩，又向朝鮮索求虎皮，豹皮、海獭皮、薰鹿皮，海狗肾、倭刀等珍贵之物，催督急於烈火，稍有不從動輒發怒，搞的朝鲜君臣焦头烂额，朝鮮也不得不向百姓加稅來接待他們。朝鮮僅在京城就被逼花費了銀十萬七千餘兩、人參二千一百餘斤等接待兩太監，黃海道花費了近二萬兩，平安道則花費了二萬八千兩，當地的百姓因而都很怨苦。而二人回國前，甚至把迎賓館的鋪陳器具都全部拿走，一路經過朝鮮州縣又向當地勒索「無橋價」銀兩，故而在朝鮮風評極差。

### 王恭廠大爆炸
天啟六年五月初六（1626年5月30日）北京西南隅的工部王恭厂火药库發生大爆炸，倒塌1萬930餘間，死傷2萬多人，時人稱之為「自古未有之災」，惟原因難考。 當時在「天人感應」的思想下，這事件導致了逼害東林黨人的閹黨承受了巨大的政治壓力，熹宗因而下了一道罪己詔，公告要痛加修身反省、減膳撤樂，告誡大小臣工「務要竭慮洗心辦事，痛加反省」。在戶部尚書李起元請求賑濟災民下，熹宗又下旨發放了御前銀1萬兩賑災。
王恭廠大爆炸也一定程度上誘發了天啟末年閹黨的分裂，閹黨成員們雖支持魏忠賢打擊東林黨人，但也不希望放任魏忠賢破壞制度和朝局，故而閹黨成員期望用王恭廠大爆炸一事來重新平衡朝局。大學士顧秉謙、吏部尚書王紹徽、禮部尚書李思誠、兵部尚書王永光、工部尚書徐兆魁等就紛紛批評這次災變是源於「朝有紕政，位有憸人，顛倒悖謬」，並批評熹宗的修省徒具虛文，又請求減輕在囚的東林黨人刑罰和提出一些改進時政的措施等。 惟熹宗多不予採納，並警告閹黨大臣們道「疏內以危言激聒，明是要君為首的，姑不究。」，又叱責進言的大臣是「過忍歸君」，魏忠賢的死黨崔呈秀等也指「有暗相指摘者」。最終，部份閹黨成員或罷官免職、或辭官去職。

### 去世

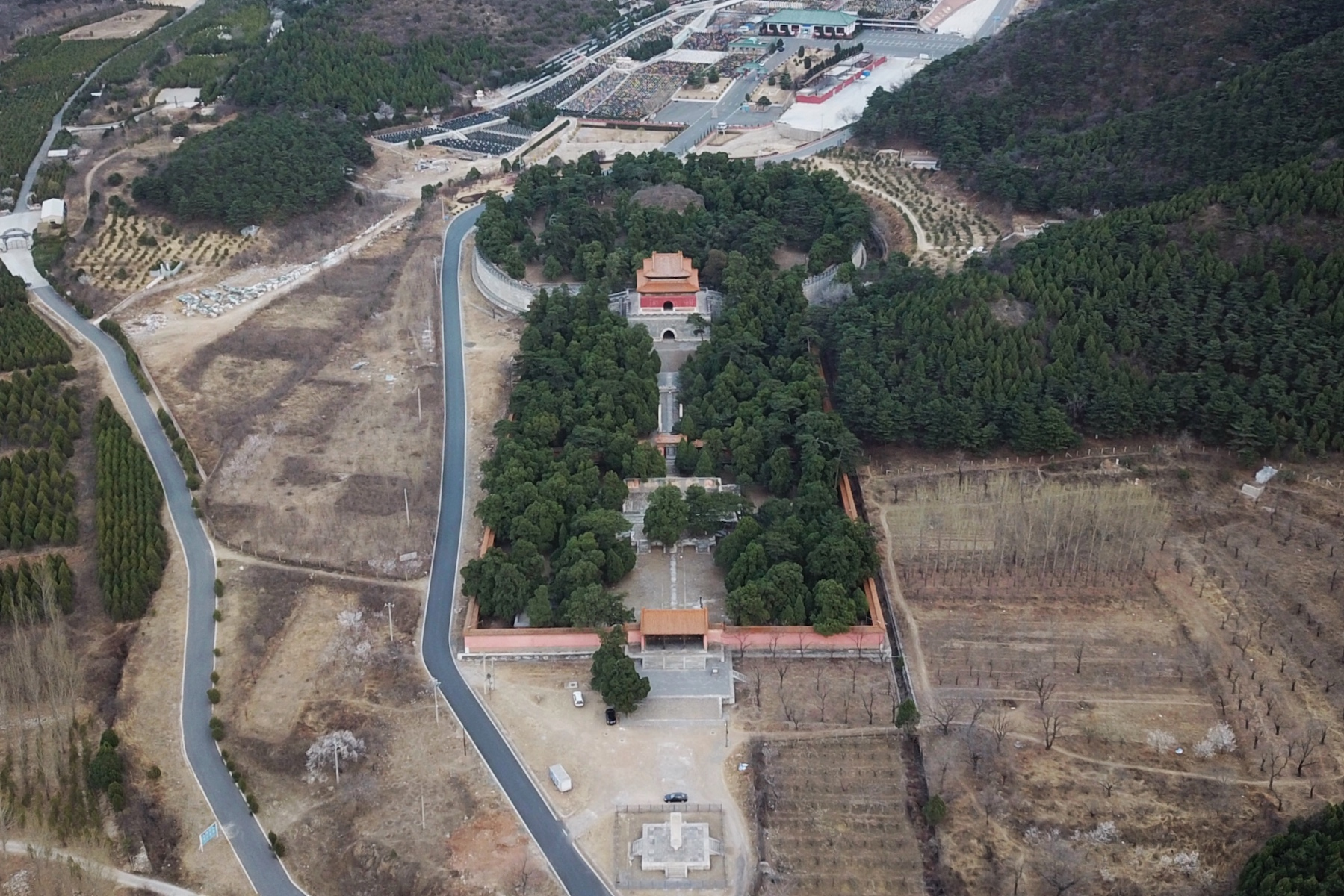
明德陵，明熹宗墓冢。2019年拍摄

天啟七年（1627年）五月十八日，熹宗又與宦官魏忠賢、王體等去西苑深水處泛舟，卻因風強，小舟翻覆，皇帝落水，雖然隨即被救，但從此驚豫不堪，留下病根。後逐漸病重，尚書霍維華獻「靈露飲」，以五穀蒸餾而成，清甜可口，但幾個月後病情加劇、渾身浮腫。八月十一日，熹宗召見信王朱由檢，信王視疾，熹宗病榻前顧命曰：“来，吾弟当为尧舜”，信王恐懼而不敢应良久，後來又回答說“臣死罪，陛下为此言臣应万死”，熹宗慰勉他後又說“好好對待皇后，魏忠賢可以繼續任用”。二十日，熹宗皇帝鼻中噴出鮮血一縷，似痰非痰、凝结如筋。二十二日，熹宗駕崩。熹宗諸子皆早夭，遺詔五弟信王朱由檢即皇帝位，是為明愍帝，次年改元崇禎，禮部定謚號曰「哲皇帝」，崇祯帝宸墨親自改為「悊」。
熹宗遺詔：
|  | 朕以眇躬，仰紹祖宗鴻業七年於茲，深惟皇考取法堯舜之訓，兢兢業業，不敢怠遑。邇者三殿告成，光復堂構，夷氛屢挫，邊圉漸安，方銳意治平，與民休息，不謂稟賦虛弱，自青宮已然，及臨御以來，東西多警，朝夕在念，益用憂勞。多思傷脾，遂致綿惙，今乃複觸夙恙，衄血陡發憑幾，彌留殆不能起，有負先考顧託之命，朕用盡傷。若夫死生常理，人所不免，惟在繼統得人，宗社生民有賴，全歸順受，朕何憾焉？皇五弟信王，聰明夙著，仁孝性成，爰奉祖訓兄終弟及之文，丕紹倫序，即皇帝位。勉修令德，親賢納規，講學勤政，寬恤民生，嚴修內外，大小文武諸臣，協心輔佐，恪遵典則，保固皇圖，喪禮依舊制，以日易月，二十七日釋服。毋禁民間音樂、嫁娶。宗室亲、郡王藩屏为重，不得輙离封域。各處總督、鎮巡、三司，各止於本處朝夕哭臨三日，進香差官代行。衛所、府、州縣土官，俱免進香。于戲！兄弟大倫，幸社稷之有主；君臣至義，期夾輔以為忠。尚體至懷，用承末命。布告中外，咸使聞之。 |

## 評價
《明實錄》：「上念光皇大業未究，雅志繼述，踐祚之初委任老成，摉羅遺逸，振鷺充庭，稱盛理焉。時四方多故，上宵旴靡遑，遼左及滇黔相繼請帑，無不立應，大臣行邊恩禮優渥，將士陷陣恤典立頒，又慮加派苦累，每有詔諭諄諄戒守令，加意撫字毋重困吾民。其軫念民碞如此，故能收拾人心，挽回天步，雖有煬灶假叢之奸而得人付托，社稷永固於苞桑。廟號曰熹，蓋稱有功安人云。」
《明書》史官贊曰：「昔聞帝其智慧運巧思，性好木工，自操斧鑿運之成風，即飲膳可忘，寒暑罔覺。嗣好漆工，製器美絕，能馳馬試劍，每手格獐狼狐兔以為樂。委太阿於逆閹(指魏忠賢)，受煬灶於淫姆(指客氏)，天下至崩壞而不可收捨，使懷宗(崇禎帝)承之，懷宗之不幸，適逢其會矣，悲夫。」
《明史》：「自世宗而後，綱紀日以陵夷，神宗末年，廢壞極矣。雖有剛明英武之君，已難復振。而重以帝之庸懦，婦寺竊柄，濫賞淫刑，忠良慘禍，億兆離心，雖欲不亡，何可得哉。」
傅維鱗:「熹宗任閹人，朝綱亂，國頹。」
《定陵注略》:「以熹宗一人之身，亦前後若兩截焉。」
孟森：「熹宗，亡国之君也，而不遽亡，祖泽犹未尽也。」
談遷:「閹尹之禍，劇於熹廟，并边徽而二之。……疵德多矣。」
王世德:「熹宗在位七年，將神宗四十餘年蓄積搜括無餘。兵興以來，帑藏空虛。」
文秉：「天不祚明，不在於震驚九廟、闖逆犯順之秋； 而萌於慘戮多賢、璫黨煽虐之際。」
谷應泰：「而況大行當凴几之日，多官邀橫拜之恩，弓裘不御，鬼蜮仍多，城社已摧，狐鼠猶據。」
《劍橋中國明代史》：「天啟朝是中國歷史上的災難時期，在明朝沒出息的統治者中，天啟皇帝的名聲最壞。」
《李朝實錄》:「時(天啓五年)中朝政亂, 權委於宦寺之手, 太監王敏政、胡良輔卽幸宦魏忠賢之黨。 奉詔東來, 而其意專在銀蔘, 先聲纔到, 擧國失色」、「(天啓七年)朝廷擧措, 雖未得其詳, 而內宦專權, 賢士見斥, 言官之削籍、辭朝者, 無日無之。」

明朝劉若愚在明朝時的《酌中志》对熹宗评价较高，“先帝（明熹宗）生性虽不好静坐读书，然能留心大体，每一言一字，迥出臣子意表”；熹宗在宁锦大战中“日夜焦思，未遑自安”，王永光的题疏中曾有“要将宁远城中红夷大炮撤归山海关”，明熹宗批示：“此炮如撤，人心必摇”，表明他是有一定的政治决断力。当后金军队再犯锦州、宁远之时，“更愤激深虑”，对魏忠贤和乳母客氏也怒骂咒恨，形于颜色。同时，熹宗又「又極好作水戲，用大木桶大銅缸之類，鑿孔創機，啟閉灌輸，或湧瀉如噴珠，或澌流如瀑布，或使伏機於下，借水力沖擁園木球如核桃大者，於水湧之，大小盤旋宛轉，隨高隨下，久而不墮，視為嬉笑，皆出人意表。」。他曾親自在庭院中造了一座小宮殿，形式仿乾清宮，高不過三四尺，卻曲折微妙，巧奪天工。

## 軼事

### 喜好飲食
明熹宗平日最喜愛飲用鮮蓮子湯，也喜歡進食炙蛤蜊、炒鮮蝦、燕菜、鯊翅等海鮮，有時更會把各色海鮮和肥雞、豬蹄筋等共膾而食。而奉聖夫人客氏更是因為經常以美食上貢明熹宗而得到寵信。熹宗平日所飲用的酒水皆由魏忠賢外宅造辦，酒的款色有「金盤露」、「君子湯」、「蘭花飲」等六、七十種。

### 喜愛武事
熹宗平日喜愛武事，喜歡騎馬和看武戲，更會在乾清殿中舞刀劍，中夜不休。熹宗也喜愛騎馬射銃，他經常在宮中學校鳥銃射擊，曾有太監王進在熹宗面前放銃，不料銃管炸膛，差一點便殃及一旁觀看的熹宗皇帝。此外，熹宗好察邊情，經常會派遣東廠緹騎到關門探訪，并讓他們把看到的事狀上報，號稱「較事」。
魏忠賢也因熹宗喜好武事，因而進言誘導熹宗以「拱護朕躬、肅清紫禁」為由在宮內設立「內操」，即以槍炮馬匹訓練太監，人數達到萬人，雖然廷臣大都反對，但熹宗都不理不顧。

### 兄弟情深
信王朱由檢 (即後來的崇禎帝)雖然是熹宗皇帝的異母弟，但二人自小就感情甚好。一次，年幼的朱由檢向熹宗皇帝問道「你這個官我以後也可以做嗎?」，熹宗皇帝也不計較僭越的大不敬，反而回答說「等我做幾年後就讓給你做」 ，沒想到後來竟然成真了。後來，熹宗在臨近病逝而召見信王朱由檢問安時，又因為看見朱由檢狀態不佳而叮囑他說「弟弟何瘦？須自保重」。信王朱由檢為熹宗皇帝出祷，又說願意讓熹宗的疾病轉移到自己身份，熹宗聽聞後便感嘆說「弟弟愛我」，足見兄弟二人之情深。

### 皇帝沉迷木工雕刻之說
清道光年間抱陽生《甲申朝事小紀》，認為朱由校沉迷於木工，放任魏忠賢矯詔、管理朝政的行為視為貪玩而不長進，史書的確有載「又好油漆，凡手用器具，皆自為之。」、「性又急躁，有所為，朝起夕即期成。成而喜，不久而棄；棄而又成，不厭倦也。且不愛成器，不惜改毀，唯快一時之意。」反覆琢磨技術，紀錄下皇帝「朝夕營造」、「每營造得意，即膳飲可忘，寒暑罔覺」的情景。
此外，朱由校被稱作木匠皇帝，所謂沉迷於雕刻木材，很有可能是因為對於宮殿藝術有所追求才引發的，由於前兩次主要工程人員如蒯祥皆過世，為了三大殿能復原，朱由校特別注重木作部分等，事出有因，並非只因為個人興趣而不理會朝政。當時因南京三大殿早已燒失，北京紫禁城三大殿於萬曆年間亦燒燬，朱由校效法太祖親自監督三大殿重建計畫，聽從御史王大年节俭的建议，才會鑽研木匠手藝，而清朝至近代的史觀很長時間把明朝混亂的朝政過度歸咎於各皇帝沉迷於個人喜好之上，朱由校的木工造藝亦不例外。

## 任用官吏

### 宰輔

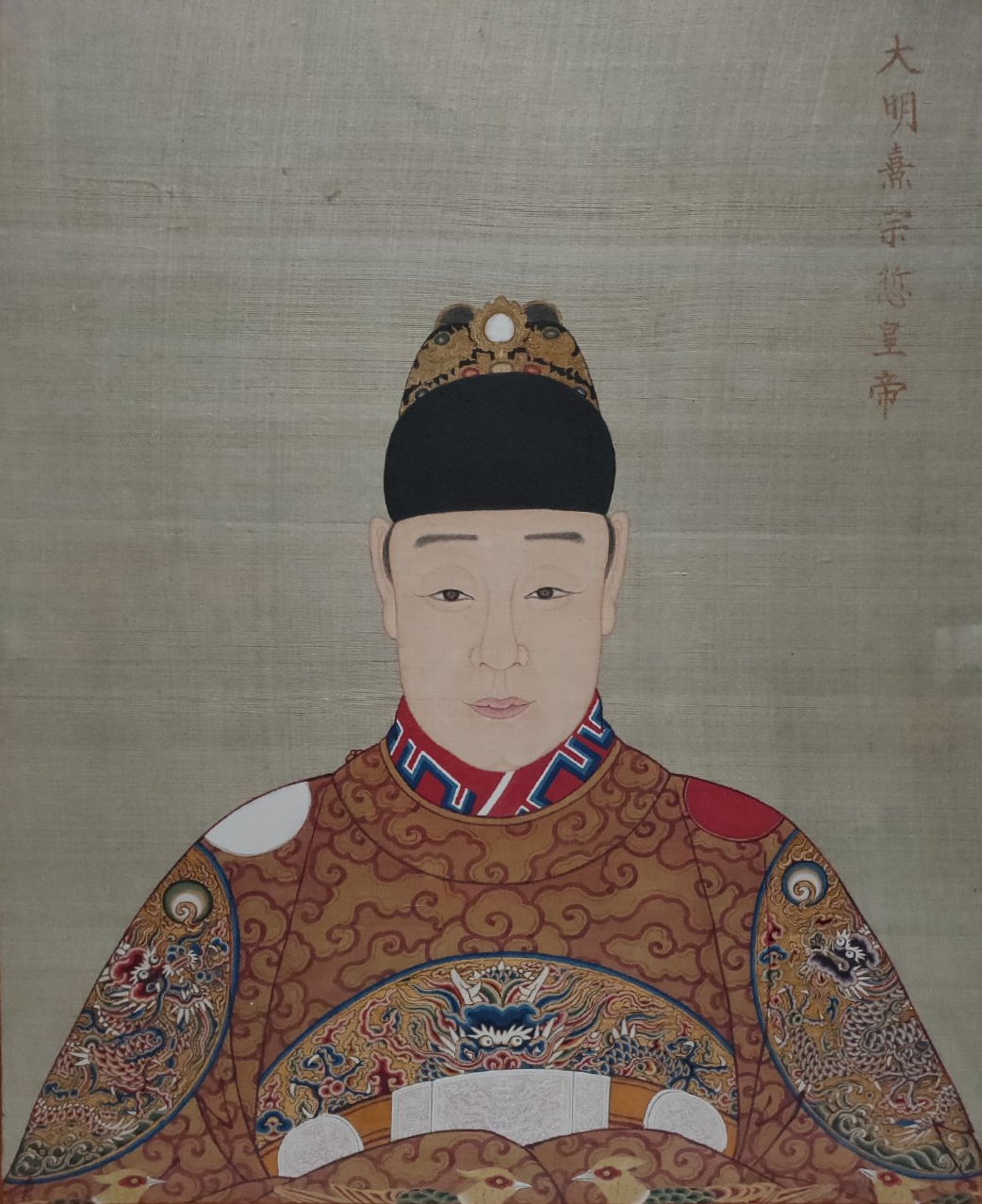
明熹宗朝服像

| - 葉向高 - 劉一燝 - 沈紘 - 韓爌 - 史繼偕 | - 何宗彥 - 朱國祚 - 孫如游 - 孫承宗 - 顧秉謙 | - 朱國禎 - 朱延禧 - 魏廣微 - 周如磐 - 黃立極 | - 丁紹軾 - 馮銓 - 施鳳來 - 張瑞圖 - 李國𣚴 |

### 名將
- 熊廷弼
- 孫承宗
- 袁崇煥
- 毛文龙

### 太監
- 崔文升：鄭貴妃宮中內侍。
- 王安：司禮監秉筆太監，勸帝行諸善政，為人剛直而疏，但善病，不能數見帝，因而魏忠賢始進。
- 魏忠賢：司禮監秉筆太監，人稱九千歲。
- 王體乾：司禮監掌印太監，忠賢心腹，為魏忠賢殺害太監王安、排斥異己出力甚多[259]。
- 李永貞：司禮監秉筆太監，忠賢一黨，負責幫魏忠賢草擬中旨。
- 塗文輔：忠賢一黨，姿容修雅，有心計，負責幫魏忠賢草擬中旨[260]。
- 王敏政：忠賢一黨，出使朝鮮時索賄無度而臭名昭著。
- 胡良輔：忠賢一黨，出使朝鮮時索賄無度而臭名昭著。
- 李朝欽
- 劉若愚

## 家族成员
| \| \| \| \| \| \| \| \| \| \| \| \| \| \| \| \| \| \| \| \| 高祖父：世宗肃皇帝朱厚熜 \| \| \| \| \| \| \| \| \| \| \| \| \| \| \| \| \| \| \| \| \| \| \| \| \| \| \| \| \| \| \| \| \| \| \| \| \| \| \| \| \| \| \| \| \| \| \| \| \| \| \| \| \| \| 曾祖父：穆宗莊皇帝朱载坖 \| \| \| \| \| \| \| \| \| \| \| \| \| \| \| \| \| \| \| \| \| \| \| \| \| \| \| \| \| \| \| \| \| \| \| \| \| \| \| \| \| \| \| \| \| \| \| \| \| \| \| \| \| \| 高祖母：（追尊）孝恪皇后杜氏 \| \| \| \| \| \| \| \| \| \| \| \| \| \| \| \| \| \| \| \| \| \| \| \| \| \| \| \| \| \| \| \| \| \| \| \| \| \| \| \| \| \| \| \| \| \| \| \| \| \| \| \| \| \| 祖父：神宗显皇帝朱翊钧 \| \| \| \| \| \| \| \| \| \| \| \| \| \| \| \| \| \| \| \| \| \| \| \| \| \| \| \| \| \| \| \| \| \| \| \| \| \| \| \| \| \| \| \| \| \| \| \| \| \| \| \| \| \| 外高祖父：武清伯李伟 \| \| \| \| \| \| \| \| \| \| \| \| \| \| \| \| \| \| \| \| \| \| \| \| \| \| \| \| \| \| \| \| \| \| \| \| \| \| \| \| \| \| \| \| \| \| \| \| \| \| \| \| \| \| 曾祖母：孝定皇太后李氏 \| \| \| \| \| \| \| \| \| \| \| \| \| \| \| \| \| \| \| \| \| \| \| \| \| \| \| \| \| \| \| \| \| \| \| \| \| \| \| \| \| \| \| \| \| \| \| \| \| \| \| \| \| \| 外高祖母：武清伯夫人 \| \| \| \| \| \| \| \| \| \| \| \| \| \| \| \| \| \| \| \| \| \| \| \| \| \| \| \| \| \| \| \| \| \| \| \| \| \| \| \| \| \| \| \| \| \| \| \| \| \| \| \| \| \| 父：光宗贞皇帝朱常洛 \| \| \| \| \| \| \| \| \| \| \| \| \| \| \| \| \| \| \| \| \| \| \| \| \| \| \| \| \| \| \| \| \| \| \| \| \| \| \| \| \| \| \| \| \| \| \| \| \| \| \| \| \| \| 外曾祖父：永宁伯王朝寀 \| \| \| \| \| \| \| \| \| \| \| \| \| \| \| \| \| \| \| \| \| \| \| \| \| \| \| \| \| \| \| \| \| \| \| \| \| \| \| \| \| \| \| \| \| \| \| \| \| \| \| \| \| \| 祖母：（追尊）孝靖皇太后王氏 \| \| \| \| \| \| \| \| \| \| \| \| \| \| \| \| \| \| \| \| \| \| \| \| \| \| \| \| \| \| \| \| \| \| \| \| \| \| \| \| \| \| \| \| \| \| \| \| \| \| \| \| \| \| 外曾祖母：永宁伯夫人葛氏 \| \| \| \| \| \| \| \| \| \| \| \| \| \| \| \| \| \| \| \| \| \| \| \| \| \| \| \| \| \| \| \| \| \| \| \| \| \| \| \| \| \| \| \| \| \| \| \| \| \| \| \| \| \| 熹宗悊皇帝朱由校 \| \| \| \| \| \| \| \| \| \| \| \| \| \| \| \| \| \| \| \| \| \| \| \| \| \| \| \| \| \| \| \| \| \| \| \| \| \| \| \| \| \| \| \| \| \| \| \| \| \| \| \| \| \| 外祖父：（追封）新城伯王钺 \| \| \| \| \| \| \| \| \| \| \| \| \| \| \| \| \| \| \| \| \| \| \| \| \| \| \| \| \| \| \| \| \| \| \| \| \| \| \| \| \| \| \| \| \| \| \| \| \| \| \| \| \| \| 母：（追尊）孝和皇太后王氏 \| \| \| \| \| \| \| \| \| \| \| \| \| \| \| \| \| \| \| \| \| \| \| \| \| \| \| \| \| \| \| \| \| \| \| \| \| \| \| \| \| \| \| \| \| \| \| \| \| \| \| \| \| \| 外祖母：（追封）新城伯夫人 \| \| \| \| \| \| \| \| \| \| \| \| \| \| \| \| \| \| \| \| \| \| \| \| \| \| \| \| \| \| \| \| \| \| \| \| \| \| \| \| \| \| \| \| \| \| \| \| \| \| \| \| |                              |  |  |  |  |  |  |  |  |  |  |  |  |  |  |  |
| |                              |  |  |  |  |  |  |  |  |  |  |  |  |  |  |  |
| | 高祖父：世宗肃皇帝朱厚熜     |  |  |  |  |  |  |  |  |  |  |  |  |  |  |  |
| |                              |  |  |  |  |  |  |  |  |  |  |  |  |  |  |  |
| |                              |  |  |  |  |  |  |  |  |  |  |  |  |  |  |  |
| | 曾祖父：穆宗莊皇帝朱载坖     |  |  |  |  |  |  |  |  |  |  |  |  |  |  |  |
| |                              |  |  |  |  |  |  |  |  |  |  |  |  |  |  |  |
| |                              |  |  |  |  |  |  |  |  |  |  |  |  |  |  |  |
| | 高祖母：（追尊）孝恪皇后杜氏 |  |  |  |  |  |  |  |  |  |  |  |  |  |  |  |
| |                              |  |  |  |  |  |  |  |  |  |  |  |  |  |  |  |
| |                              |  |  |  |  |  |  |  |  |  |  |  |  |  |  |  |
| | 祖父：神宗显皇帝朱翊钧       |  |  |  |  |  |  |  |  |  |  |  |  |  |  |  |
| |                              |  |  |  |  |  |  |  |  |  |  |  |  |  |  |  |
| |                              |  |  |  |  |  |  |  |  |  |  |  |  |  |  |  |
| | 外高祖父：武清伯李伟         |  |  |  |  |  |  |  |  |  |  |  |  |  |  |  |
| |                              |  |  |  |  |  |  |  |  |  |  |  |  |  |  |  |
| |                              |  |  |  |  |  |  |  |  |  |  |  |  |  |  |  |
| | 曾祖母：孝定皇太后李氏       |  |  |  |  |  |  |  |  |  |  |  |  |  |  |  |
| |                              |  |  |  |  |  |  |  |  |  |  |  |  |  |  |  |
| |                              |  |  |  |  |  |  |  |  |  |  |  |  |  |  |  |
| | 外高祖母：武清伯夫人         |  |  |  |  |  |  |  |  |  |  |  |  |  |  |  |
| |                              |  |  |  |  |  |  |  |  |  |  |  |  |  |  |  |
| |                              |  |  |  |  |  |  |  |  |  |  |  |  |  |  |  |
| | 父：光宗贞皇帝朱常洛         |  |  |  |  |  |  |  |  |  |  |  |  |  |  |  |
| |                              |  |  |  |  |  |  |  |  |  |  |  |  |  |  |  |
| |                              |  |  |  |  |  |  |  |  |  |  |  |  |  |  |  |
| | 外曾祖父：永宁伯王朝寀       |  |  |  |  |  |  |  |  |  |  |  |  |  |  |  |
| |                              |  |  |  |  |  |  |  |  |  |  |  |  |  |  |  |
| |                              |  |  |  |  |  |  |  |  |  |  |  |  |  |  |  |
| | 祖母：（追尊）孝靖皇太后王氏 |  |  |  |  |  |  |  |  |  |  |  |  |  |  |  |
| |                              |  |  |  |  |  |  |  |  |  |  |  |  |  |  |  |
| |                              |  |  |  |  |  |  |  |  |  |  |  |  |  |  |  |
| | 外曾祖母：永宁伯夫人葛氏     |  |  |  |  |  |  |  |  |  |  |  |  |  |  |  |
| |                              |  |  |  |  |  |  |  |  |  |  |  |  |  |  |  |
| |                              |  |  |  |  |  |  |  |  |  |  |  |  |  |  |  |
| | 熹宗悊皇帝朱由校             |  |  |  |  |  |  |  |  |  |  |  |  |  |  |  |
| |                              |  |  |  |  |  |  |  |  |  |  |  |  |  |  |  |
| |                              |  |  |  |  |  |  |  |  |  |  |  |  |  |  |  |
| | 外祖父：（追封）新城伯王钺   |  |  |  |  |  |  |  |  |  |  |  |  |  |  |  |
| |                              |  |  |  |  |  |  |  |  |  |  |  |  |  |  |  |
| |                              |  |  |  |  |  |  |  |  |  |  |  |  |  |  |  |
| | 母：（追尊）孝和皇太后王氏   |  |  |  |  |  |  |  |  |  |  |  |  |  |  |  |
| |                              |  |  |  |  |  |  |  |  |  |  |  |  |  |  |  |
| |                              |  |  |  |  |  |  |  |  |  |  |  |  |  |  |  |
| | 外祖母：（追封）新城伯夫人   |  |  |  |  |  |  |  |  |  |  |  |  |  |  |  |
| |                              |  |  |  |  |  |  |  |  |  |  |  |  |  |  |  |
| |                              |  |  |  |  |  |  |  |  |  |  |  |  |  |  |  |

### 妻妾
- 懿安皇后張氏，天啟元年（1621年）二月禮部請選淑女以正宮，從五千人中入選（清紀昀《懿安皇后傳》），四月冊為皇后。宮詞稱其體貌豐腴凝正。崇禎十七年（1644年），李自成攻陷都城，明朝亡國。當日李自成進入皇宮，從此再無下落。《明史》載之已在自己的寢宮中上吊自殺身亡，殉國明節。清世祖順治元年，順治帝命將張氏和明熹宗合葬於德陵。南明弘光元年（1645年）三月甲申朔己亥十六日，弘光帝上懿安皇后謚曰孝哀慈靖恭惠溫貞偕天協聖悊皇后。
- 裕妃張氏，原宮女，天啟三年（1623年）五月因受召幸懷胎將產冊為裕妃，懷胎十三個月尚不分娩，被客魏治以欺君之罪，同年八月被废黜并饿死[261]。
- 良妃王氏，《國榷》作皇貴妃。
- 慧妃范氏，后为皇贵妃。
- 成妃李氏天启三年（1623年）十二月，册李氏为成妃，李氏曾为范慧妃乞怜，亦为客、魏所陷害，幽闭别宫，亦绝其水米，置其于死地，但成妃早已有备，预先在别宫中遍藏食物，饮水，故半月未亡，遂废为宫人。崇祯初，复其位号。崇祯十年薨。
- 容妃任氏，后为皇貴妃。
- 純妃段氏段氏于天启元年（1621年）五月册为纯妃，崇祯二年（1629年）五月，纯妃段氏薨。
- 馮貴人，對宦官魏忠賢擅權十分厭惡，曾勸明熹宗取消內操。太監在宮中授甲操練，被稱為內操。魏忠賢大怒，矯旨說馮貴人誹謗朝廷，將馮貴人賜死。
- 胡貴人，怨恨專權的明熹宗乳母客氏，所以常與他人言講。天啟三年十一月初一日逝世。據稱是得急病而死。楊漣上書彈劾宦官魏忠賢時，提到此事，指出是客氏的同黨魏忠賢借着朱由校出宮祭天的機會，派人殺害胡貴人，然後向皇帝報稱是暴疾而亡。

### 兄弟
1. 簡懷王朱由㰒
2. 齊思王朱由楫
3. 懷惠王朱由模
4. 湘懷王朱由栩
5. 崇祯帝朱由檢
6. 慧昭王朱由橏

### 子女

#### 子
1. 懷沖太子朱慈燃，母孝哀皇后张氏，死胎。
2. 悼懷太子朱慈焴，母皇貴妃范氏，早夭。
3. 獻懷太子朱慈炅，母皇贵妃任氏，王恭廠大爆炸时惊死。

#### 女
1. 永寧公主朱淑娥，母皇貴妃范氏，天啟三年十二月十五日薨，葬金山之原。
2. 懷寧公主朱淑媖[262]，母成妃李氏，天啟四年十二月二十日薨，葬金山之原。
3. 三公主，早薨。[263]

## 艺术形象

### 电视剧
以下列出曾飾演「明熹宗」的演員，以及劇中演出「明熹宗」的电视剧：
| 演員          | 年份   | 影視作品           | 備註                                                   |  |
| 汪伟          | 1980年 | 《白发魔女传》     | 香港电视剧                                             |  |
| 李成昌        | 1988年 | 《狂龍》           | 香港电视剧                                             |  |
| 邓兆尊        | 1995年 | 《白发魔女传》     | 香港电视剧                                             |  |
| 邱心志        | 1993年 | 《大太监与小木匠》 | 台湾电视剧                                             |  |
| 侯军          | 2000年 | 《小迷糊闯江湖》   |                                                        |  |
| 王茂蕾        | 2001年 | 《新女駙馬》       |                                                        |  |
| 赵阳          | 2002年 | 《英雄》           | 黄海冰、宁静、张静初主演电视剧，居中的明熹宗为“小修”。 |  |
| 孙岩          | 2002年 | 《太极英雄》       | 中华太极拳历史的古装片                                 |  |
| 陈道明        | 2003年 | 《江山风雨情》     |                                                        |  |
| 方超          | 2004年 | 《天下第一媒婆》   |                                                        |  |
| 刘小锋        | 2004年 | 《江山风云》       |                                                        |  |
| 王亚楠        | 2006年 | 《大明天下》       | 历史政治惊险悬疑片                                     |  |
| 文章          | 2006年 | 《锦衣卫》         | 马伊琍主演电视剧                                       |  |
| 陆诗雨        | 2006年 | 《谁主中原》       | 古装爱情电视剧                                         |  |
| 王征宇        | 2006年 | 《三揭皇榜》       | 古装言情轻喜剧                                         |  |
| 侯祥          | 2007年 | 《明宫谜案》       | 古装悬疑                                               |  |
| 李金哲        | 2009年 | 《大祠堂》         | 古装武侠言情喜剧                                       |  |
|               | 2010年 | 《怒海雄心》       | 古装武侠言情喜剧                                       |  |
| 文俊輝 (童年) | 2010年 | 《大明嬪妃》       | 古装言情剧                                             |  |
| 姜超          | 2011年 | 《侠隐记》         | 古装武侠言情喜剧                                       |  |
| 宋洋          | 2012年 | 《明珠游龙》       | 古代宫廷轻喜剧                                         |  |
| 黄黉          | 2018年 | 《袁崇焕(邵兵版)》 |                                                        |  |

### 电影
以下列出曾飾演「明熹宗」的演員，以及劇中演出「明熹宗」的电影：
| 演員   | 年份   | 影視作品              | 備註             |
| 陈伟   | 1988年 | 《东厂喋血》          |                  |
| 立威廉 | 2008年 | 《十全九美》          | 历史原型为明熹宗 |
| 王仁君 | 2017年 | 《繡春刀2：修羅戰場》 |                  |